# بیمارستان خاتم‌الانبیا (تهران)
بیمارستان فوق تخصصی خاتم الانبیاء تهران در سال ۱۳۶۶ و به منظور تامین نیازهای درمانی فوق تخصصی که در آن سال‌ها بیماران را برای درمان مجبور به اعزام به خارج از کشور می کرد، تاسیس گردیده و با همکاری مجرب‌ترین کادرهای پزشکی و پیشرفته ترین وسایل به کار خود ادامه داد.
در شرایط حاضر این مجموعه بیمارستانی که در اغلب رشته های فوق تخصصی از جمله جراحی قلب، جراحی قفسه صدری، جراحی زانو، جراحی ستون فقرات و ... فعال است و به طور خودکفا به ارائه خدمات درمانی به مردم مشغول می باشد. این بیمارستان از جمله بیمارستان‌های مجهز ایران و وابسته به سازمان اقتصادی کوثر بنیاد شهید است و در شرایط حاضر در رشته‌های فوق تخصصی از جمله جراحی قلب، جراحی قفسه صدری، جراحی زانو، جراحی ستون فقرات فعال است.